# Diarylheptanoide
| Grundstruktur der Diarylheptanoide: |
| ----------------------------------- |
|                                     |
Diarylheptanoide sind natürlich vorkommende chemische Verbindungen, bei denen zwei Arylgruppen über eine C7-Kette miteinander verbunden sind. Es handelt sich um eine Klasse von sekundären Pflanzenstoffen, die im Wesentlichen in den Pflanzenfamilien der Ingwergewächse (Zingiberaceae) und der Birkengewächse (Betulaceae) vorkommen. Der bekannteste Vertreter ist das Curcumin.

## Strukturelle Kategorisierung
Die Diarylheptanoide lassen sich in mehrere Strukturklassen einteilen. Neben den linearen und cyclischen Vertretern sind dies dimere Diarylheptanoide, sowie Verbindungen, die zusätzlich Flavoneinheiten enthalten. Sind die beiden Arylreste direkt über eine C-C-Bindung oder eine Etherbrücke miteinander berknüpft, erhält man makrocyclische Diarylheptanoide.
| Diarylheptanoid-Strukturklassen                           | Diarylheptanoid-Strukturklassen           |
| Beispiele für lineare Diarylheptanoide:                   | Beispiele für cyclische Diarylheptanoide: |
| --------------------------------------------------------- | ----------------------------------------- |
|                                                           |                                           |
| Curcumin                                                  | Cyclocurcumin                             |
|                                                           |                                           |
| Yakuchinon A                                              | Alpinoid D                                |
| Beispiel für Diarylheptanoide mit Flavon-Strukturelement: | Beispiel für dimere Diarylheptanoide:     |
|                                                           |                                           |
| Calyxin P                                                 | Alpinoid A                                |
| Beispiele für makrocyclische Diarylheptanoide:            |                                           |
|                                                           |                                           |
| Myracanon                                                 | Platycarynol                              |

## Vorkommen
Diarylheptanoide konnten aus Arten verschiedener Pflanzenfamilien isoliert werden, wobei die Verbindungen hauptsächlich im Echten Galgant (Alpinia officinarum), im Ingwer und in der Kurkuma, alle aus der Pflanzenfamilie der Ingwergewächse, vorkommen. Die Curcuminoide aus dem Rhizom der Kurkumapflanze gehören zu den am intensivsten wissenschaftlich untersuchten Naturstoffen der letzten Jahrzehnte. Aus dem Rhizom des Echten Galgant wurden mehr als 60 verschiedene, insbesondere lineare Diarylheptanoide isoliert.

## Eigenschaften und Verwendung
Verschiedene Pflanzenarten die Diarylheptanoide enthalten, werden in der traditionellen chinesischen Medizin, der indischen Ayurveda oder der japanischen Kampo verwendet. So wird das Rhizom des Galgant bei Störungen im Verdauungstrakt eingesetzt. Aus den Blättern des Nikko-Ahorn wurde in Japan ein Augenwasser zubereitet und die Pflanze wurde auch als Heilmittel für bestimmte Leberleiden verwendet.
Mit den isolierten Pflanzeninhaltsstoffen wurden pharmakologische Untersuchungen durchgeführt, die Hinweise auf verschiedene Wirksamkeiten ergaben. Zu diesen biologischen Aktivitäten von Diarylheptanoiden gehören beispielsweise eine entzündungshemmende Wirkung, antihepatotoxische Aktivität, sowie antifungale und antibakterielle Wirksamkeit. Die natürlichen Diarylheptanoide werden daher auch als Leitstrukturen für die Synthese von neuen Arzneimitteln herangezogen.
Einige Diarylheptanoide, insbesondere die Vertreter mit einer 4-Hydroxy-3-methoxyphenyl-Gruppe, dem Substitutionsmuster von Vanillin, zeichnen sich durch einen scharfen Geschmack aus.